# Rámpafüggvény
Az ún. rámpafüggvény (angol átvétel: ramp function) egy elemi egyváltozós valós függvény. Egyszerűen számolható, mint a független változó és abszolútértékének számtani közepe. A függvényt a műszaki életben (például DSP) is alkalmazzák. A szabályozáselméletben egységnyi sebességugrás néven ismeretes.
A „rámpafüggvény” elnevezés onnan ered, hogy a függvénygrafikon lejtőre, rámpára hasonlít, a töréspont az origónál van.

## Definíciói

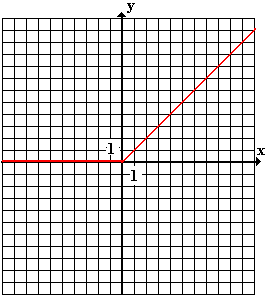
A „rámpafüggvény” grafikonja

| {\displaystyle R(x):\mathbb {R} \to \mathbb {R} ;R(x):=} 1. {\displaystyle =} {\displaystyle {\frac {x+\|x\|}{2}}} 2. {\displaystyle =} {\displaystyle \ {\begin{cases}x,&{\mbox{ha }}x\geq 0;\\0,&{\mbox{ha }}x<0\end{cases}}} 3. = x·H(x) 4. = H(x)oH(x) 5. ld. itt {\displaystyle =} {\displaystyle \int _{-\infty }^{x}H(x)dx} |

## Analitikus tulajdonságok

### Nemnegativitás
A teljes értelmezési tartományon nemnegatív, ezért abszolútértéke önmaga, azaz 

és 
- Bizonyítás: a [2] definíció alapján az I. negyedben nemnegatív, a másodikban nulla, így mindenhol nemnegatív.

### Folytonosság
Az értelmezési tartomány minden pontjában folytonos, tehát a teljesen folytonos függvények C(-∞, +∞) osztályába tartozik.

### Derivált
Deriváltja a H(x) Heaviside-függvény ℝ\{0}-ra szűkítve: 

Ugyanis
- ha x<0, akkor R(x)=0 konstans, tehát ezen a tartományon (ℝ–-on) R'(x)=0 (konstans deriváltja 0); ami megegyezik a Heaviside-függvénnyel.
- ha x>0, akkor R(x)=x, tehát ezen a tartományon (ℝ+) R'(x)=1 (a valós számokon értelmezett identitás deriváltja 1); ami megegyezik a Heaviside-függvénnyel.
- 0-ban a függvénynek töréspontja van, tehát nem deriválható (jobbról deriválva 0-t, balról deriválva 1-et kapunk, holott a deriválhatóság feltétele, hogy a jobb és bal oldali derivált megegyezzen).

E tételből a Newton-Leibniz-tételt is figyelembe véve következik az [5]. definíció.

### Fourier-transzformált
Itt δ(x) az ún. Dirac-deltafüggvény (a képletben deriválva szerepel).

## Algebrai tulajdonságok

### Iteráció-invariancia
Az iteráció (önmagára alkalmazás) műveletére nézve fixpontként viselkedik a függvény, azaz bármely pozitív rendű iteráltja önmaga, minthogy 

- Biz.: {\displaystyle R(R(x)):={\frac {{\frac {x+|x|}{2}}+\left|{\frac {x+|x|}{2}}\right|}{2}}={\frac {R(x)+|R(x)|}{2}}={\frac {R(x)+R(x)}{2}}} {\displaystyle =} 
 {\displaystyle =} {\displaystyle {\frac {2R(x)}{2}}=R(x)}.

Felhasználtuk (a harmadik egyenlőségjel után) a nemnegativitást.

## Lásd még
- abszolút érték
- Heaviside-függvény